# روبرتو ألفاريز ألفاريز
روبرتو ألفاريز ألفاريز (بالإسبانية: Roberto Álvarez Álvarez)‏ (1 أكتوبر 1942 - ) هو مدرب كرة قدم ولاعب كرة قدم إسباني في مركز الوسط. لعب مع بونفيرادينا وكولتورال ليونيسا ونادي تينيريفي وفالنسيا ميستايا.

## وصلات خارجية
- روبرتو ألفاريز ألفاريز على موقع قاعدة بيانات كرة القدم.إي يو (الإنجليزية)